# ستيفاني دولسون
ستيفاني دولسون (بالإنجليزية: Stefanie Dolson) مواليد 8 يناير 1992 في بورت جيرفيس، هي لاعبة كرة سلة أمريكية. بدأت مسيرتها الاحترافية في سنة 2014. تم اختيارها من قبل فريق واشنطن ميستيكس خلال الدرافت. تلعب مع شيكاغو سكاي في دوري الاتحاد الوطني لكرة السلة النسائية كلاعب وسط. وتحمل الرقم 31. لعبت مع واشنطن ميستيكس وشيكاغو سكاي.

## روابط خارجية
- ستيفاني دولسون على موقع الاتحاد الدولي لكرة السلة (الإنجليزية)
- ستيفاني دولسون على موقع الاتحاد الوطني لكرة السلة النسائية (الإنجليزية)
- ستيفاني دولسون على موقع fiba3x3.com (الإنجليزية)
- ستيفاني دولسون على موقع كرة السلة الأوروبية.كوم (الإنجليزية)
- ستيفاني دولسون على موقع كلية كرة السلة في سبورتس رفرنس.كوم (الإنجليزية)
- ستيفاني دولسون على موقع بروبوليرز (الإنجليزية)
- ستيفاني دولسون على موقع سبورتس رفرنس (الإنجليزية)
- ستيفاني دولسون على موقع اللجنة الأولمبية الدولية (الإنجليزية)
- ستيفاني دولسون على موقع أوليمبيديا (الإنجليزية)